# Jantar Mantar

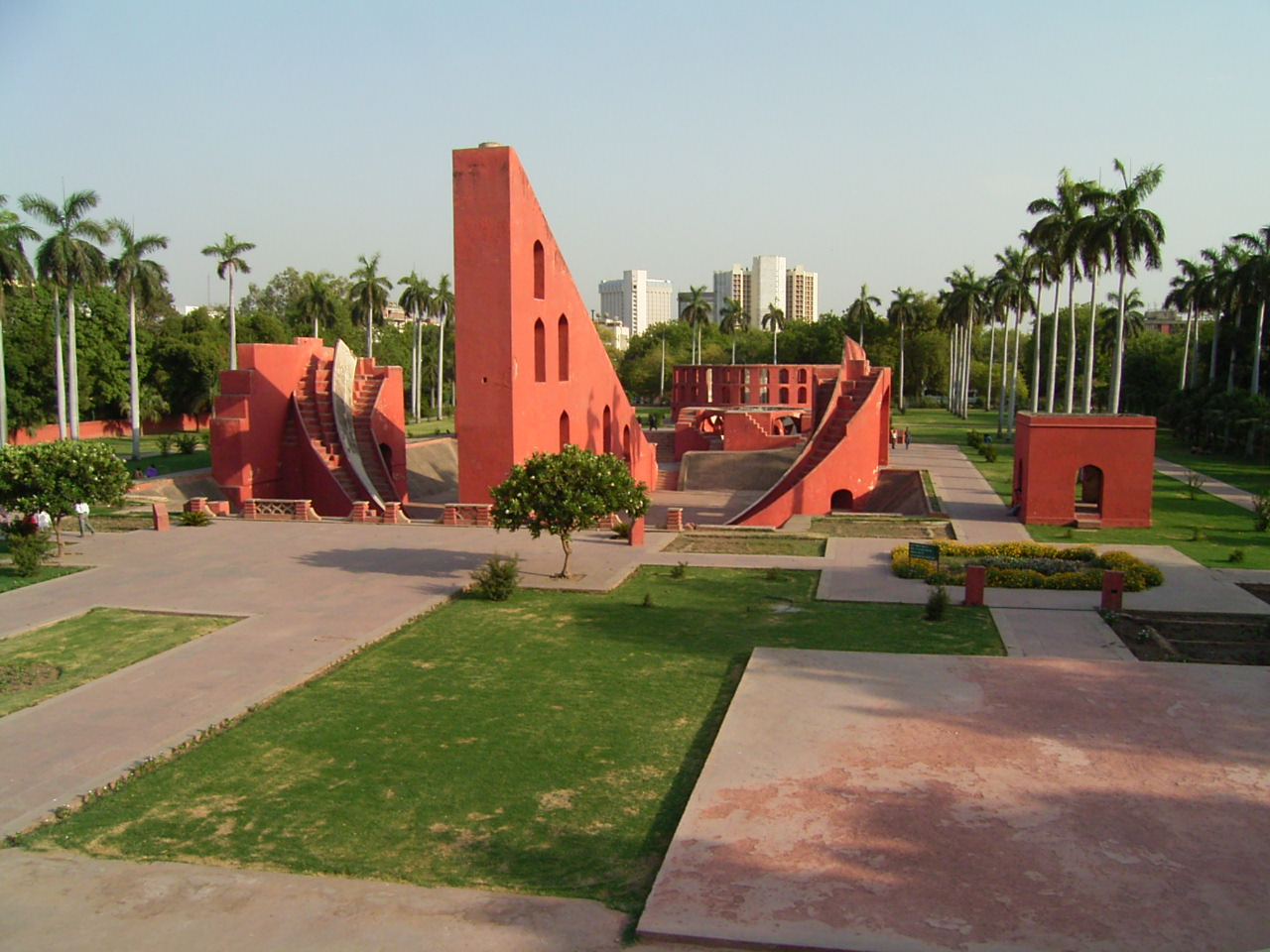
Jantar Mantar observatorium i Delhi

Jantar Mantar är namnet på fem olika observatorier uppförda av Jai Singh II på 1700-talet i norra Indien. Jantar är en slang för yantra, som betyder instrument, och mantar är en ombildning av mantra, som betyder formel. De fem observatorierna är:
- Jantar Mantar i Delhi
- Jantar Mantar i Jaipur
- Jantar Mantar i Mathura
- Jantar Mantar i Ujjain
- Jantar Mantar i Varanasi

Anläggningen i Mathura revs kort  före år 1857, men de övriga har bevarats och kan besökas.
Jai Singh hade ett stort intresse för astrologi och astronomi och genom att läsa böcker från västra Asien blev han själv en duktig astronom, och många av instrumenten är hans egna uppfinningar. De kan beräkna tiden, stjärnor och planeters position och rörelse, aktuell zodiaksymbol och den kommande monsunens intensitet.